# Альбелья, Густаво
Густаво Альбелья (исп. Gustavo Albella; 22 августа 1925, Альта-Грасия, Кордова — 13 июня 2000) — аргентинский футболист, нападающий.

## Карьера
Густаво Альбелья начал карьеру в молодёжном составе клуба «Спортиво» из родного города Альта-Грасия. Затем играл за клубы «25 Мая» и «Колон». В 1943 году он перешёл в «Тальерес». Его дебют в основном составе состоялся 16 мая 1943 года. За клуб футболист сыграл 36 матчей и забил 29 голов. В 1945 году нападающий перешёл в «Боку Хуниорс». В этом клубе футболист не смог закрепиться в стартовом составе. Он попеременно играл за вторую и третью команду клуба. Лишь после травмы Хайме Сарланги, Альбелья смог выступать за основу команды, сыграв в 5 матчах и забив 2 гола. В 1946 году Густаво перешёл в «Банфилд», игравший во втором дивизионе. В первом же сезоне команда смогла выйти в высшую лигу аргентинского первенства, а сам футболист забил 35 голов в 28 матчах. За «Банфилд» футболист выступал до 1951 года, проведя 107 матчей и забив 53 гола.
В марте 1952 года Альбелья уехал в Бразилию, в клуб «Сан-Паулу», которому нападающий предпочёл «Боку», надеявшуюся вернуть игрока обратно. На второй год футболист помог клубу выиграть чемпионат штата Сан-Паулу, став с 26 голами лучшим бомбардиром команды. Аргентинец выступал за «Сан-Паулу» до февраля 1954 года. За клуб Альбелья провёл 81 матч и забил 47 голов, в других источниках 80 матчей — 46 голов. Там он выступал на позиции полузащитника. В 1955 году Густаво вернулся в «Банфилд», где провёл два года. Всего за всё время в клубе футболист забил, по одним данным 136, по другим 138 голов. В 1957 году нападающий перешёл в чилийский «Грин Кросс». В составе этой команды футболист дважды стал лучшим бомбардирдиром чемпионата страны.

## Статистика игрока
| 1943                  | Тальерес (Кордова)    | Сегунда               | ?   | ?   |
| 1944                  | Тальерес (Кордова)    | Сегунда               | ?   | ?   |
| Всего за Тальерес     | Всего за Тальерес     | Всего за Тальерес     | 36  | 29  |
| 1945                  | Бока Хуниорс          | Примера               | 4   | 2   |
| Всего за Боку Хуниорс | Всего за Боку Хуниорс | Всего за Боку Хуниорс | 4   | 2   |
| 1946                  | Банфилд               | Сегунда               | 28  | 35  |
| 1947                  | Банфилд               | Примера               | 24  | 12  |
| 1948                  | Банфилд               | Примера               | 19  | 8   |
| 1949                  | Банфилд               | Примера               | 33  | 11  |
| 1950                  | Банфилд               | Примера               | 30  | 13  |
| 1951                  | Банфилд               | Примера               | 27  | 21  |
| Всего за Банфилд      | Всего за Банфилд      | Всего за Банфилд      | 161 | 100 |
| 1952                  | Сан-Паулу             | Лига Паулиста         | ?   | 26  |
| 1953                  | Сан-Паулу             | Лига Паулиста         | ?   | ?   |
| 1954                  | Сан-Паулу             | Лига Паулиста         | ?   | ?   |
| Всего за Сан-Паулу    | Всего за Сан-Паулу    | Всего за Сан-Паулу    | 81  | 47  |
| 1955                  | Банфилд               | Сегунда               | ?   | ?   |
| 1956                  | Банфилд               | Сегунда               | ?   | ?   |
| Всего за Банфилд      | Всего за Банфилд      | Всего за Банфилд      | 52  | 30  |
| 1957                  | Грин Кросс            | Примера               | ?   | 27  |
| 1957                  | Грин Кросс            | Примера               | ?   | 23  |
| 1959                  | Грин Кросс            | Сегунда               | ?   | ?   |
| 1960                  | Грин Кросс            | Сегунда               | ?   | 22  |
| 1961                  | Грин Кросс            | Примера               | ?   | ?   |
| Всего за Грин Кросс   | Всего за Грин Кросс   | Всего за Грин Кросс   | ?   | ?   |

## Достижения

### Командные
- Чемпион штата Сан-Паулу: 1953

### Личные
- Лучший бомбардир Чемпионата Чили: 1957 (27 голов), 1958 (23 гола)